# IAR 22
Lo IAR 22 era un monomotore da addestramento biposto ad ala bassa prodotto dall'azienda rumena Industria Aeronautică Română (IAR) negli anni trenta.
Benché progettato come addestratore militare venne utilizzato anche in ambito civile.

## Storia

### Impiego operativo
Lo IAR 22 fu utilizzato nel raid aereo che originariamente avrebbe dovuto collegare Bucarest con Città del Capo, in Sudafrica.
Il 3 gennaio 1935, ai comandi degli aviatori Irina Burnaia e Peter Ivanovic, suo istruttore di volo, lo IAR 22 marche YR-INA e caratterizzato da un sole dipinto sulla fusoliera decollava sulla rotta che attraversava l'Europa e l'Africa fino alla sua estremità meridionale. Il volo però fu costellato di problemi tecnici e benché l'equipaggio fosse tenacemente intenzionato a portare a termine l'impresa fu costretto ad abbandonare il volo in Africa orientale, nei pressi del Lago Vittoria, dopo aver comunque percorso 16 000 km.

## Descrizione tecnica
Lo IAR 22 era un velivolo dall'aspetto convenzionale e di impostazione classica, monomotore monoplano ad ala bassa e carrello fisso.
La fusoliera era caratterizzata da due abitacoli aperti in tandem destinato al pilota ed al passeggero protetti da un minuscolo parabrezza. Posteriormente terminava in un impennaggio classico monoderiva che integrava i piani orizzontali controventati.
L'ala, a pianta rastremata, raccordata alle estremità e montata bassa sulla fusoliera, era realizzata in tre sezioni ed integrava i due alettoni presenti su ogni semiala.
Il carrello d'atterraggio consisteva in una semplice configurazione biciclo anteriore, con le gambe di forza dotate di ammortizzatori, che collegavano le due ruote carenate alla superficie inferiore delle semiali, ed integrato posteriormente con un pattino d'appoggio posizionato sotto la coda.
La propulsione era affidata ad un motore de Havilland Gipsy Major, un 4 cilindri in linea rovesciato raffreddato ad aria in grado di erogare una potenza pari a 510 hp (97 kW) posizionato all'apice anteriore della fusoliera, racchiuso in un cofano metallico ed abbinato ad un'elica bipala.